# Jonathan Bomarito
Jonathan Bomarito, född den 23 januari 1982 i Monterey i Kalifornien, är en amerikansk racerförare. 